# Head First (musikalbum av Uriah Heep)
Head First är det femtonde studioalbumet av det brittiska rockbandet Uriah Heep, utgivet 1983.

## Låtlista
1. "The Other Side Of Midnight" (Box/Daisley/Goalby/Kerslake/Sinclair) 3.55
2. "Stay on Top" (Jackson) 3.35
3. "Lonely Nights" (Adams/Vallance) 4.07
4. "Sweet Talk" (Box/Daisley/Goalby/J. & L. Sinclair/Kerslake) 3.51
5. "Love is Blind" (Carbone/Zito) 3.38
6. "Roll-Overture" (Box/Daisley/Goalby/Sinclair) 2.18
7. "Red Lights" (Box/Daisley/Goalby/Sinclair) 2.57
8. "Rollin' the Rock" (Box/Daisley/Goalby/Sinclair) 5.31
9. "Straight Through the Heart" (Box/Daisley/Goalby/Sinclair/Kerslake) 3.39
10. "Weekend Warriors" (Box/Daisley/Goalby/Sinclair/Kerslake) 3.50

## Medlemmar
- Peter Goalby - Sångare
- Mick Box - Gitarr, och sång
- John Sinclair - Organist, Synthesizer, Gitarr, och sång
- Bob Daisley - Bas
- Lee Kerslake - Trummor